# 新嘉士伯美術館
新嘉士伯美術館（丹麥語：Ny Carlsberg Glyptotek）是位於丹麥首都哥本哈根的一座美術館，收藏品多為嘉士伯公司創始人J· C·雅各布森之子卡爾·雅各布森的個人藏品。博物館早期主要收藏雕塑展品，之後收藏展示的美術品種類逐漸增加。博物館現在也主要收藏雕塑展品，但也收集不少繪畫和版畫等美術品。美術館的建築竣工於1897年，並在1996年擴建。

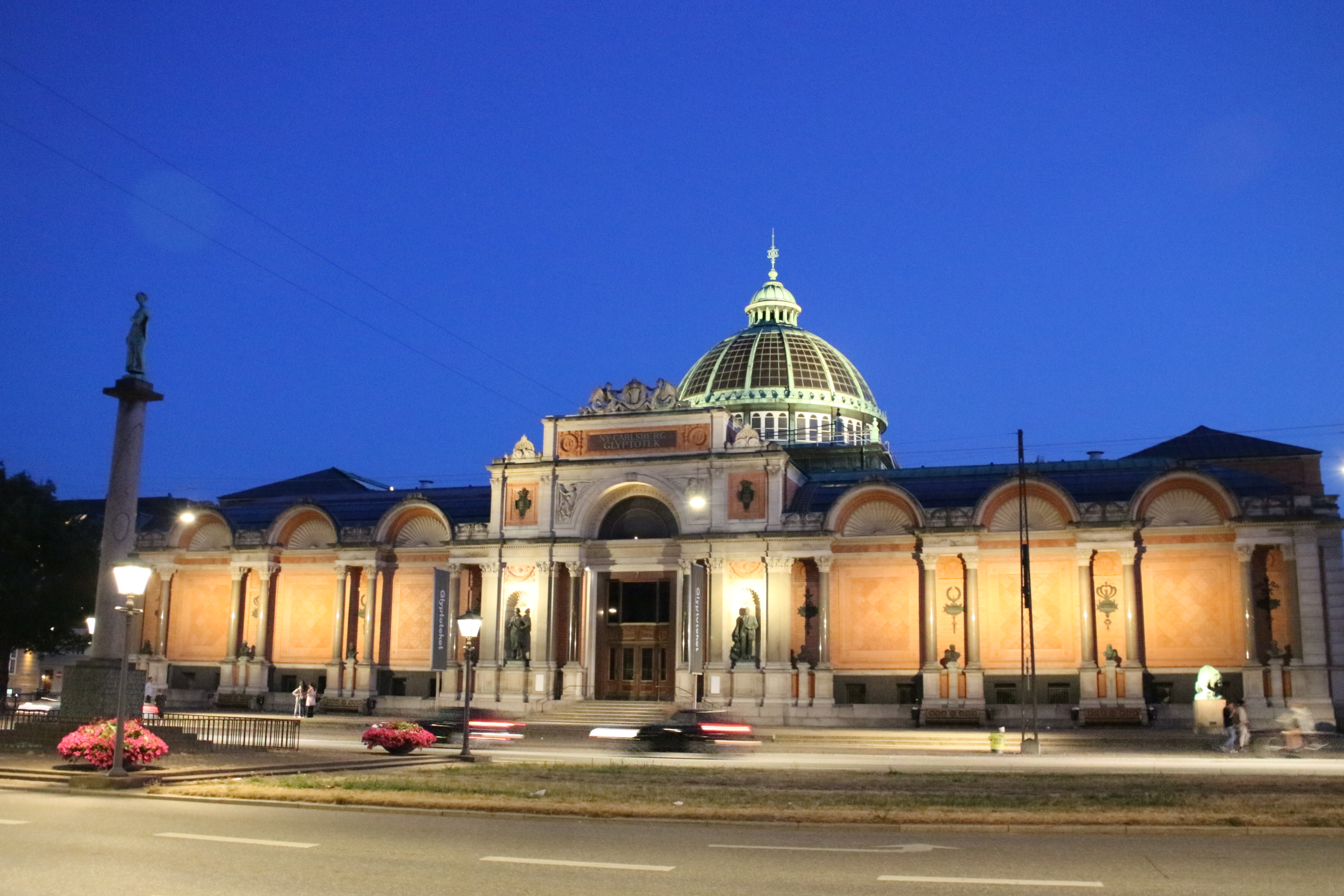
夜晚的美術館

## 外部連結
- Museum website （页面存档备份，存于）

55°40′21″N 12°34′19″E / 55.67250°N 12.57194°E